# Cunilíngua

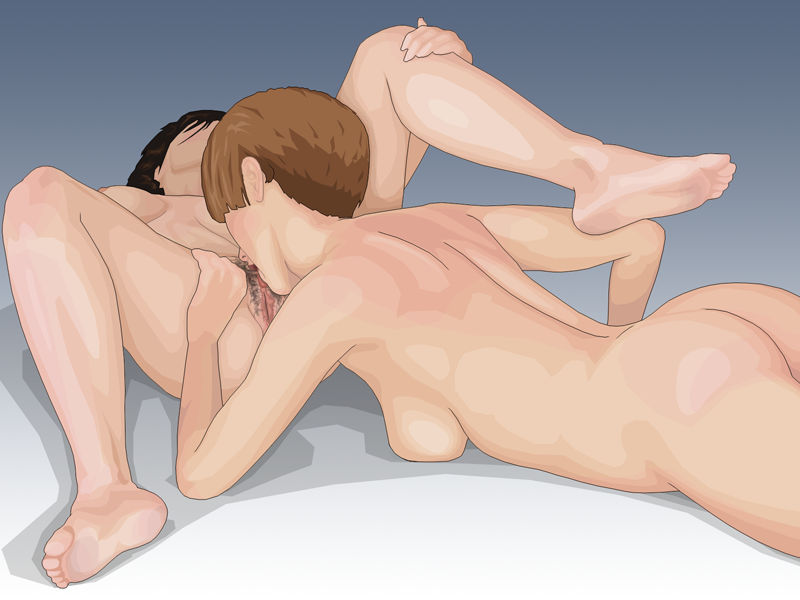
Mulheres praticando cunilíngua

Cunilíngua (cunnilingus), é um ato de sexo oral realizado numa vagina, ele envolve o uso da boca, lábios e língua de um(a) parceiro(a) sexual para estimular o clítoris ou outras partes da vulva ou vagina. O clitóris é o órgão sexual principal responsável pelo prazer em mulheres. A pessoa pode receber tal ato como parte das preliminares para produzir excitação sexual, mas o clitóris, sendo o órgão responsável pelo prazer, deve ser estimulado para tal durante todo o ato sexual. A estimulação clitoriana pode resultar em um ou mais orgasmos.
Embora a pessoa que recebe a cunilíngua deve ser do sexo feminino (podendo, é claro, ser de qualquer gênero), seu parceiro sexual pode ser de qualquer sexo/gênero. O sexo oral quando o parceiro que recebe é do sexo masculino é chamado de felação. Leis de algumas jurisdições consideram cunilíngua como sexo com penetração para fins de ofensas sexuais, mas nenhuma lei proíbe a prática em si, como no caso de sexo anal ou sexo extraconjugal.

## Etimologia
A palavra cunilíngua é derivada da junção dos termos latinos cunna (vagina) e lingus (língua).

## Prática

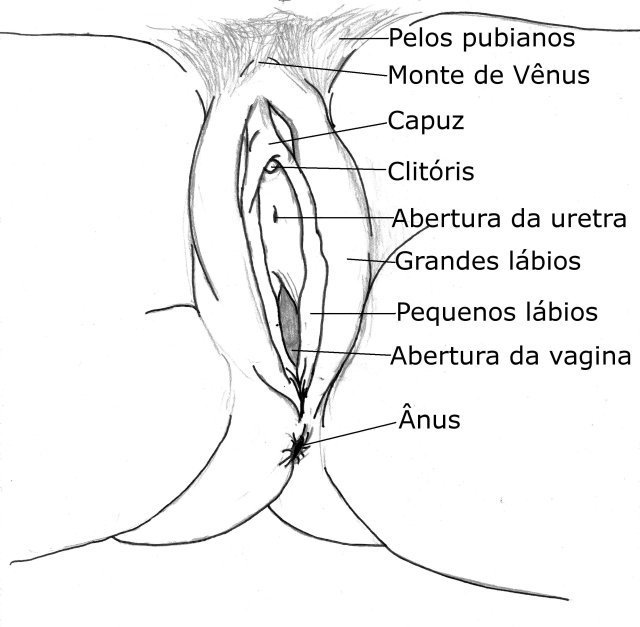
Anatomia da vulva.

Não necessita de lubrificação vaginal para ser praticado, pois a saliva servirá como lubrificante.
O clitóris é, sem dúvida, a parte mais sensível de todo o corpo feminino, e é nele que a cunilíngua tem seu foco, com movimentos constantes e com pouca pressão, por se tratar de um órgão delicado. Os movimentos executados na cunilíngua podem ser qualquer um, seja a estimulação apenas com a ponta da língua, com a língua inteira (como lambendo um sorvete), com os lábios, delicadamente chupando e/ou beijando o clitóris, e em alguns casos, passando os dentes levemente.
Após a estimulação constante, se obtém gozo, que em alguns casos, pode vir acompanhado de ejaculação feminina.

## Significado cultural, espiritual e religiosa

### Taoísmo
Apesar de não ser falado abertamente, até recentemente, na sociedade ocidental, no Taoísmo a cunilíngua recebe um lugar de honra. Isto porque o objetivo do Taoísmo é conseguir a imortalidade ou, pelo menos, a longevidade. No taoísmo se acredita que devido a perda do sémen, secreção vaginal ou de quaisquer outros líquidos corporais há a correspondente perda da vitalidade. Por outro lado, através da retenção do sémen ou da ingestão das secreções da vagina você pode conservar e aumentar seu ch'i, ou respiração vital original.

## Posições

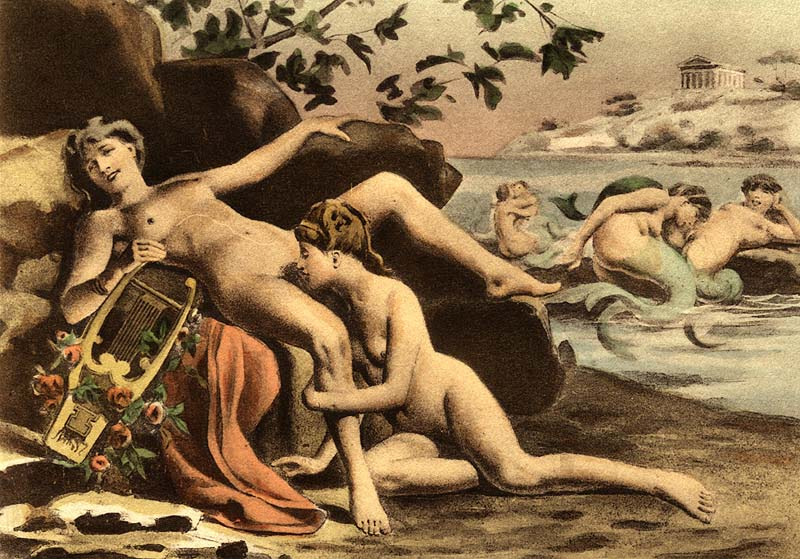
Pintura de Édouard-Henri Avril.

Existem diversas posições onde é possível a prática da cunilíngua:
- Deitada: Nessa posição, uma das pessoas ficará deitada de costas para a cama com as pernas levemente dobradas e abertas confortavelmente. O parceiro deitará entre suas pernas podendo passar ou não seus braços por debaixo das pernas dela (como um abraço).

- Na borda da cama, ficando o parceiro ajoelhado no chão com a cabeça entre as suas pernas.

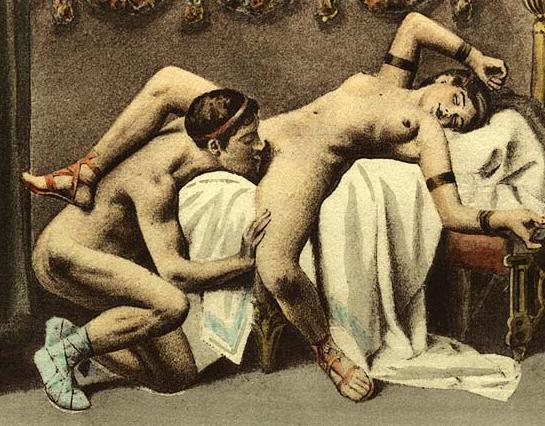
ilustração de Édouard-Henri Avril's

- Na posição vulgarmente designada como 69: um dos parceiros fica deitado de costas para a cama e o(a) outro(a) fica em cima com a cabeça voltada para os pés do(a) parceiro(a). Essa costuma ser a posição favorita da maioria das pessoas que podem, assim, dar e receber sexo oral ao mesmo tempo.

- Agachada: posição em que a pessoa que recebe a cunilíngua tem maior controle, ainda que possa ser pouco confortável para ela. O parceiro que faz o cunnilingus fica deitado de costas para a cama, e ela agacha-se, com a cabeça do parceiro entre as pernas.

## Doenças Sexualmente Transmissíveis
Clamídia, Papilomavirus (HPV), gonorreia, herpes, hepatite, uretrite e outras doenças sexualmente transmissíveis - incluindo HIV - podem ser transmitidas através do sexo oral. Qualquer tipo de contato direto com fluidos corporais de uma pessoa infectada com HIV consiste em risco de infecção.
De qualquer maneira, o risco de infecção por HIV durante a prática do sexo oral costuma ser considerado mais baixo do que em outras práticas sexuais, como sexo anal e vaginal. Para contrair qualquer uma destas doenças um dos parceiros tem de ser portador do vírus.